# Dalum Stadion
Dalum Stadion er et fodboldstadion i Dalum, Odense. Stadionet har en tilskuerekapacitet på 4.000. Stadionet i øjeblikket af sponsorårsager kaldes Rema 1000 Park. Stadionet har tidligere blevet kaldt Lars R. Jacobsens Park. Fodboldklubben Dalum IF benytter stadionet i nuværende tidspunkt.